# Poeta-diplomatico

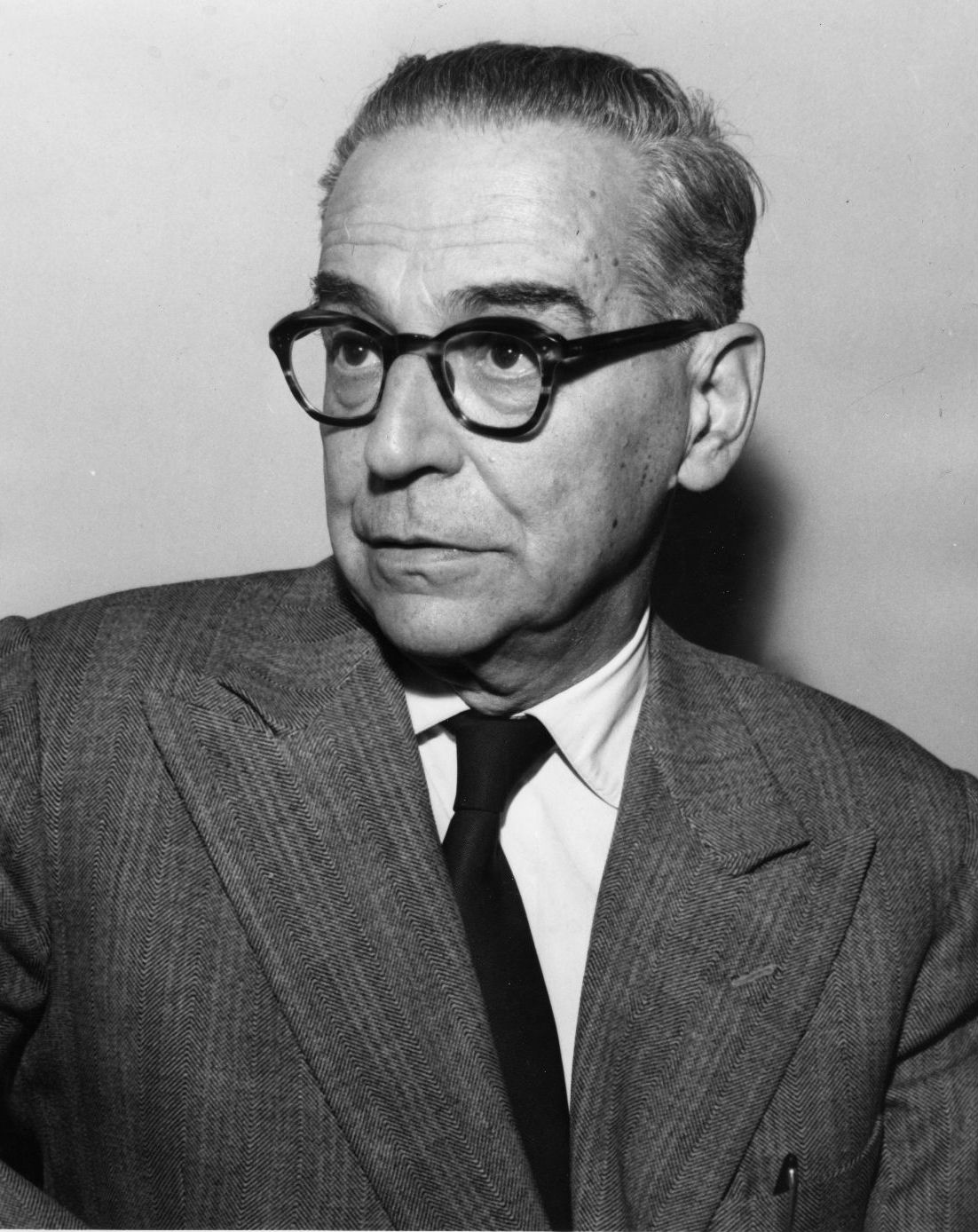
Ivo Andrić Premio Nobel per la letteratura (1961)

I poeti-diplomatici sono poeti che hanno servito i loro paesi anche come diplomatici o dei diplomatici di carriera che sono noti per le loro opere di poesia. Alcuni dei poeti-diplomatici hanno vinto il Premio Nobel per la letteratura: Ivo Andrić, Gabriela Mistral, Saint-John Perse, Miguel Ángel Asturias, Pablo Neruda, George Seferis, Czesław Miłosz e Octavio Paz
. 

## Descrizione
Abhay Kumar, poeta e diplomatico indiano, ha scritto: "Sembra esserci una connessione tra poesia e diplomazia poiché diversi diplomatici nel corso dei secoli si sono distinti nella poesia".  Aggiunge inoltre: "La diplomazia è un'arte complessa che coinvolge la combinazione di acume politico, finezza culturale, abilità linguistiche e capacità di conversazione per esercitare il potere di persuasione. La diplomazia è generalmente condotta con frasi brevi che rivelano tanto [ sic ] quanto nascondono. La poesia non è diversa".  La poesia e la diplomazia, sempre secondo Kumar, condividono, tra gli altri, alcuni aspetti come l'ambiguità e la brevità nelle espressioni, una visione con distacco all'argomento.
Aldo Matteucci, diplomatico di nazionalità svizzera, ha scritto: "Molti diplomatici hanno usato la poesia nel loro lavoro diplomatico: avvolgere le parole nella seta è il lavoro del diplomatico. Un diplomatico può trasformare una bugia in una 'ambiguità costruttiva' - che è un modo di definire la poesia. Alcuni poeti sono stati diplomatici - Neruda, Claudel, St. John Perse. È un rischio professionale: il luogo stimolante, l'esistenza protetta - e la capacità di parafrasare l'inconoscibile. Pochi diplomatici ammetteranno di usare la poesia come strategia di sopravvivenza". 
Kamel S. Abu Jaber, diplomatico giordano, ha scritto: "Il linguaggio della diplomazia, spesso come la poesia, ha la capacità di spostare le persone da uno stato d'animo all'altro". 
Stefano Baldi e Pasquale Baldocci, diplomatici italiani, nel loro libro La penna del diplomatico hanno scritto: "La pubblicazione di poesie dei diplomatici sembra più ispirata da un bisogno interiore di esprimersi liberamente che dal desiderio di condividere sensazioni e sentimenti maturati nel corso della carriera. Solo versi con il loro il distacco dalla realtà può rappresentare una via di fuga dallo stile freddo e burocratico spesso imposto dalla professione".
“La poesia e la diplomazia si basano entrambe sull’alchimia del paradosso. Mescoliamo paura e speranza, potere e debolezza, amore e odio per trovare una via d'uscita dall'impossibile", ha affermato Dominique de Villepin, ministro degli Esteri francese e poeta in un suo libro pubblicato nel luglio 2002. 

## Poeti-Ambasciatori

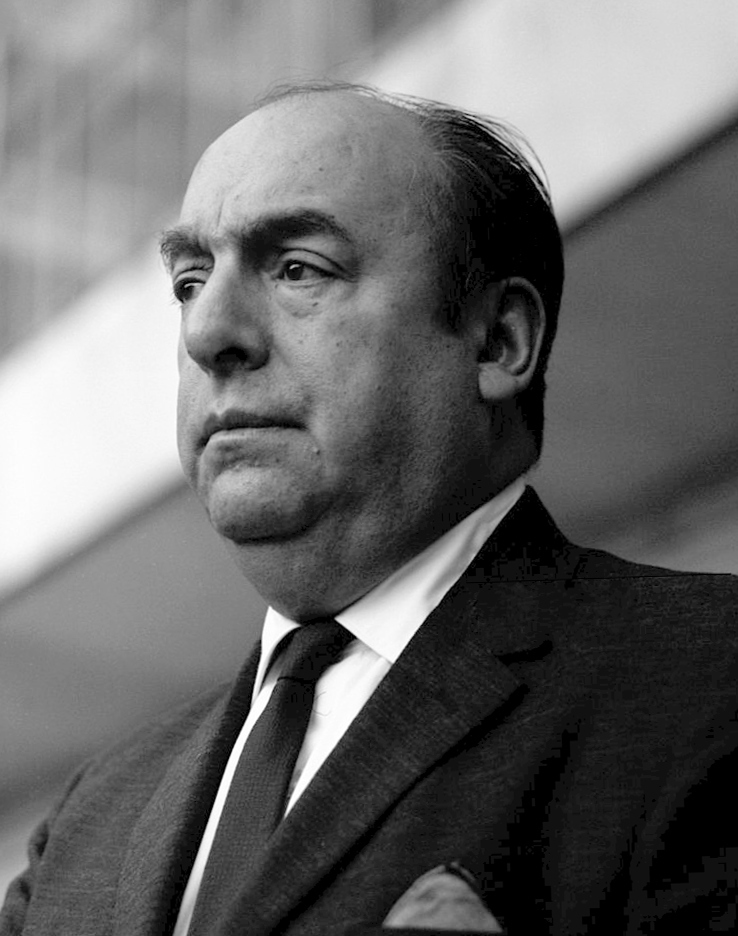
Pablo Neruda

Tra i poeti-diplomatici contemporanei possono esser ricompresi Abhay K, Indran Amirthanayagam, Kofi Awoonor, Philip McDonagh e Yiorgos Chouliaras.
Alcuni dei poeti-diplomatici hanno svolto le funzioni di ambasciatore del rispettivo Paese.
Diplomatici di carriera
- Yorgos Seferis pseudonimo di Georgios Seferiadis: ha servito come ambasciatore della Grecia nel Regno Unito dal 1957 al 1962.[14]
- Saint-John Perse pseudonimo di Alexis Lèger: gli fu conferito il grado di ambasciatore di Francia nel 1950 è stato Segretario Generale del Ministero degli Affari esteri francese dal 1933 al 1940.
- Abhay K pseudonimo di Abhay Kumar: è stato ambasciatore dell'India in Madagascar con accreditamento secondario alle Comore.
- Amarendra Khatua: ha servito come ambasciatore e Alto Commissario dell'India in Argentina, Uruguay, Paraguay, Costa d'Avorio, Sierra Leone, Guinea e Liberia.

Diplomatici non di carriera
- Pablo Neruda: ha servito come ambasciatore del Cile in Francia dal 1971 al 1972.[14]
- Octavio Paz: ha servito come ambasciatore del Messico in India dal 1962 al 1968.[14]
- Dora Vasconcellos: ha servito come ambasciatrice brasiliana a Trinidad e Tobago dal 1970 fino al 1973, anno della sua morte.

Anche nella diplomazia italiana vi sono alcuni ambasciatori che hanno pubblicato raccolte di loro poesie. Fra questi in passato Gian Paolo Tozzoli, Massimo Baistrocchi, Roberto Ducci e Pasquale Baldocci. In tempi più recenti anche Daniele Mancini e Silvio Mignano .